# Pigmento organico
Un pigmento organico è un composto organico che viene disperso in un fluido o un materiale per conferirgli un colore. Al contrario del colorante, il pigmento non viene dissolto nel veicolo di applicazione o nel materiale da colorare.
Sono considerati pigmenti organici anche quelli, chiamati a volte lacche o toner, realizzati con coloranti organici resi relativamente insolubili precipitandoli con sali metallici o poliacidi complessi (es. acido fosfomolibdico) o fissando stabilmente dei coloranti organici su sostanze insolubili ( es. allumina, resine, copolimeri di stirene acrilato ). Il processo chimico con cui per mezzo di un mordente o un post-trattamento si fissa e rende stabile un colorante su del materiale ,ad esempio tessile, è di fatto un processo che converte la molecola solubile di un colorante in una molecola con le caratteristiche e proprietà di un pigmento.
È stato stimato che il 25% della produzione mondiale di coloranti organici è destinata alla produzione del 5% della produzione mondiale di pigmenti.
La linea di demarcazione tra coloranti e pigmenti organici tracciata dalla solubilità nel veicolo di applicazione non è netta. I pigmenti di molte classi possono essere praticamente insolubili in un particolare medium, ma si dissolvono in una certa misura in un altro.
Nei pigmenti organici poi può esserci una parziale solubilità che dipende dal medium di applicazione e dalle condizioni di utilizzo, in particolare dalla temperatura di lavorazione.
Importanti proprietà applicative dei pigmenti organici, come la forza colorante, la disperdibilità, la stabilità alla luce e la resistenza agli agenti atmosferici, sono spesso determinate dalla porzione di pigmento che si dissolve in misura minore nel veicolo in cui viene applicato.
Anche i fenomeni di migrazione, chiamata anche sanguinamento, e ricristallizzazione, possono dipendere da una minima porzione del pigmento dissolta.
Rientrano tra i pigmenti organici praticamente tutti i pigmenti biologici, chiamati pigmenti indipendentemente dalla loro solubilità, che hanno oggi un limitato utilizzo manifatturiero come pigmenti organici naturali.

## Proprietà e caratteristiche
In molti casi la struttura chimica di base di coloranti organici e pigmenti organici è la stessa. La necessaria insolubilità per i pigmenti può essere ottenuta modificando gruppi solubili nella molecola o formando strutture organiche insolubili. Gruppi carbossilici e specialmente i gruppi funzionali dell'acido solfonico si prestano alla formazione di sali di metalli insolubili (lacche); la formazione di composti metallici complessi senza gruppi solubilizzanti e infine un'adeguata sostituzione possono diminuire la solubilità del struttura madre (ad esempio, gruppi carbonammide).
Un confronto tra le proprietà di applicazione specifica dei pigmenti inorganici rispetto a quelli organici ne mostrano alcune differenze di fondamentale importanza tra le due famiglie. La maggior parte dei pigmenti inorganici sono estremamente resistenti alle intemperie e hanno un eccellente potere coprente. La loro reologia è solitamente un vantaggio , essendo superiore a quella della maggior parte dei pigmenti organici in analoghe condizioni. Molti pigmenti inorganici hanno molto meno forza colorante o decolorante rispetto ai pigmenti organici e con poche eccezioni al confronto dei pigmenti organici sono opachi e meno brillanti. La maggior forza colorante e brillantezza fanno preferire i pigmenti organici negli inchiostri da stampa.
Esistono aree di applicazione in cui non è possibile sostituire le specie inorganiche con un pigmento organico. L'industria della ceramica, ad esempio, richiede un'estrema stabilità al calore, che preclude l'uso di composti organici.
I pigmenti organici vengono spesso post-trattati per migliorare alcune proprietà applicative come la disperdibilità o il potere coprente. Il post-trattamento imposta anche la dimensione delle particelle, che è responsabile del livello di intensità del colore e della regolazione fine del tono cromatico.

## Classificazione
| Struttura      | Numeri      | Struttura           | Numeri      |
| -------------- | ----------- | ------------------- | ----------- |
| Nitroso        | 10000-10299 | Indamine            | 49400-49699 |
| Nitro          | 10300-10999 | Indofenolo          | 49700-49999 |
| Monoazo        | 11000-19999 | Azina               | 50000-50999 |
| Diazo          | 20000-29999 | Ossazina            | 51000-51999 |
| Stilbene       | 40000-40799 | Tiazina             | 52000-52999 |
| Difenilmetano  | 41000-41999 | Amminochetone       | 56000-56999 |
| Trifenilmetano | 42000-44999 | Antrachinone        | 58000-72999 |
| Xantene        | 45000-45999 | Indigoide           | 73000-73999 |
| Acridina       | 46000-46999 | Ftalocianina        | 74000-74999 |
| Chinolina      | 47000-47999 | Pigmenti inorganici | 77000-77999 |
| Metino         | 48000-48999 | Pigmenti inorganici | 77000-77999 |
| Tiazolo        | 49000-49399 |                     |             |

I pigmenti organici possono essere classificati in funzione delle proprietà tintorie, della loro origine o della loro struttura chimica
Possono essere utilizzati come: pigmenti ad assorbimento, pigmenti metallici, pigmenti iridescenti, pigmenti trasparenti o luminescenti.
Considerando la loro origine, i pigmenti possono essere suddivisi principalmente in: sintetici e naturali.
La classificazione chimica più adottata per i pigmenti organici sintetici è quella della AATCC (American Association of Textile Chemists and Colorists) nel Colour Index, insieme ai coloranti, in funzione della struttura chimica di base o del cromoforo.
I pigmenti organici naturali sono caratterizzati dal pigmento biologico d'origine, che sia animale, vegetale o da microorganismi, e sono classificati rilevando essenzialmente la loro origine naturale (esempio: Rosso naturale 5 per l'acido carminico) con numero C.I. nel campo da 75000 a 75999.

### Pigmenti organici naturali
| Sostanza        | estratta da:                    |
| --------------- | ------------------------------- |
| Alizarina       | Rubia tinctorum                 |
| Indigotina      | Isatis tinctoria - Guado        |
| Violaceina      | Janthinobacterium lividum       |
| Lawsone         | Lawsonia Inermis - Hennè        |
| Acido carminico | Dactylopius coccus              |
| Acido euxantico | Urina di Bos taurus             |
| Luteolina       | Reseda luteola                  |
| Brasilina       | Paubrasilia echinata            |
| Ematotossilina  | Haematoxylon campechianum       |
| Emodina         | Rhamnus cathartica              |
| Porporina       | Secrezioni di Bolinus brandaris |
| Pseudoporporina | Rubia tinctorum                 |
| Acido Kermesico | Kermes vermilio                 |
| Sepiomelanina   | Secrezioni di Sepia officinalis |

Fino alla fine del XIX secolo sono stati utilizzati numerosi estratti di pigmenti biologici come coloranti o pigmenti organici naturali. Si tratta di estratti da vegetali, animali o microorganismi con la capacità di colorare. Questi estratti sono per lo più coloranti organici o miscele di coloranti e pigmenti organici. Pochissimi estratti di pigmenti biologici hanno naturalmente le principali caratteristiche tecniche di un pigmento: insolubilità relativa, forza coprente ecc...
La maggior parte di questi estratti di pigmenti biologici sarebbero oggi classificati come coloranti piuttosto che come pigmenti. Nell'antichità, erano utilizzati non solo per la tintura di tessuti ma anche, grazie alla loro abilità di essere assorbiti in materiali a base minerale come gesso e argilla cinese, per rivestimenti decorativi resistenti ai solventi. Questi coloranti trasformati in pigmenti in seguito vennero chiamati lacche o toner. Da millenni derivati del flavone e le serie di antrachinoni sono state la principale fonte di colori naturali per varie applicazioni. Soprattutto nella colorazione dei tessuti o delle pelli l'utilizzo di mordenti basati su sali metallici dell'acido tannico permetteva la trasformazione di un solubile colorante organico naturale in un pigmento.  Diversi processi per rendere stabile e insolubile un colorante organico naturale possono produrre, da un'unica sostanza, lacche di colore diverso. Spesso il colore dei pigmenti organici naturali varia con il pH del medium.

### Pigmenti organici sintetici

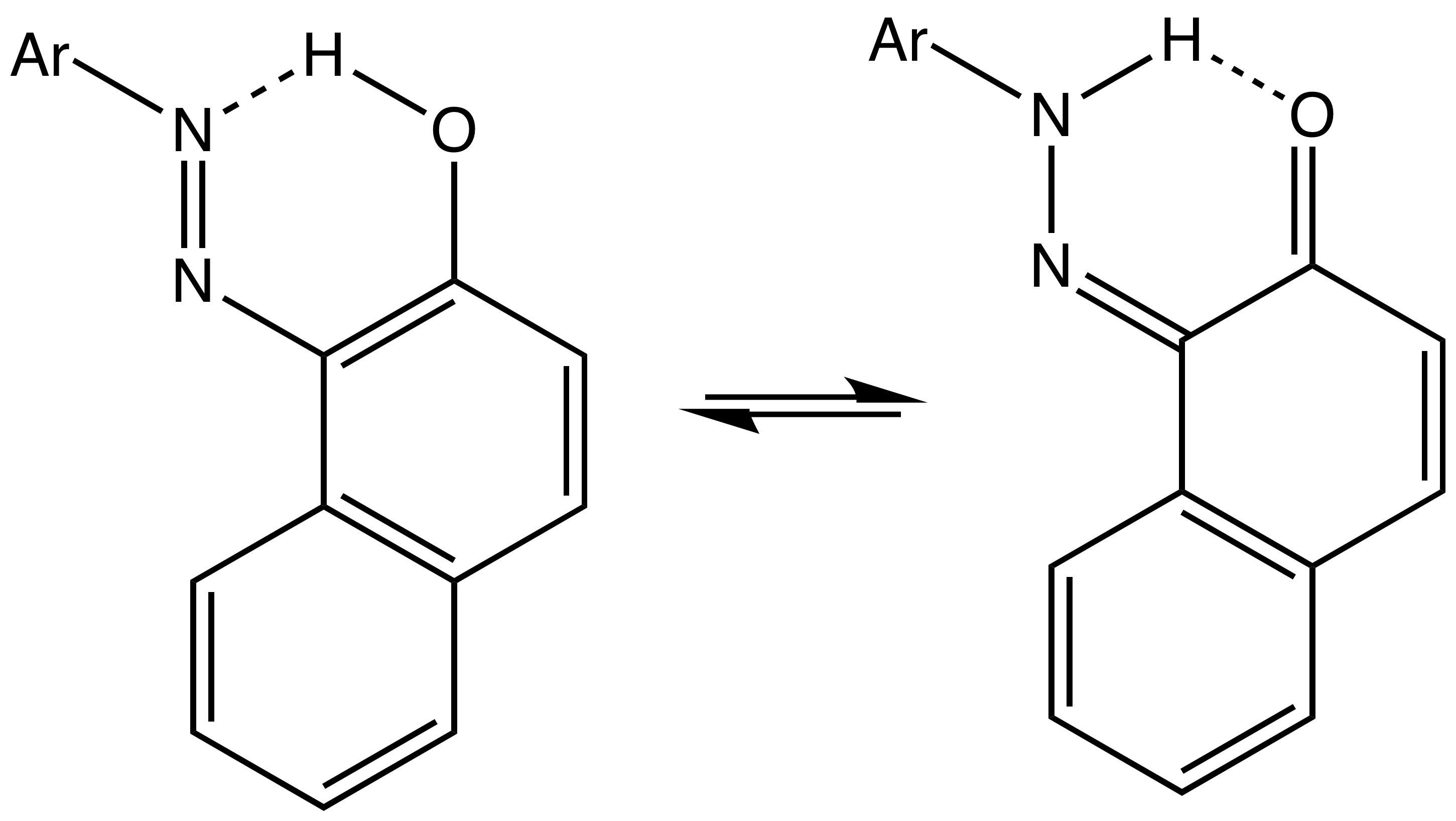
Tautomerismo azo-idrazone

La maggioranza dei pigmenti sintetici può essere raggruppata in due grandi gruppi: pigmenti azoici o idrazonici e pigmenti policiclici. Inoltre, c'è un gruppo più piccolo di pigmenti che non contengono né una frazione idrazonica né un sistema ad anello policiclico.

#### Pigmenti azoici o idrazonici
Come denominare questa classe di pigmenti è oggetto di controversia scientifica. Molti studi concludono che praticamente nessuno dei pigmenti chiamati "azoici" presenti il gruppo azo {\displaystyle {\ce {(-N=N-)}}} quando è solido. Tutte le analisi della struttura monocristallina così come le indagini spettroscopiche rivelerebbero che praticamente nessun "pigmento azoico" commerciale, con rare eccezioni, conterrebbe un gruppo azo, ma presenterebbero invece la forma tautomerica idrazone {\displaystyle {\ce {(-NH-N=)}}}. Di conseguenza quasi tutti i "pigmenti azoici" commerciali dovrebbero essere chiamati "pigmenti idrazonici". Come forme prevalente in alcuni pigmenti è stata anche indicata la forma azo protonata {\displaystyle {\ce {(-N=NH+-)}}}. Molti studi riconoscono una tautomeria azo/idrazone nei coloranti azoici rilevando proprietà diverse nei diversi isomeri. Anche quando l'equilibrio tra le due forme è nettamente spostato verso la forma idrazone, per consuetudine si usa chiamare questi coloranti: azoici. Il gruppo dei pigmenti azoici/idrazonici può essere ulteriormente suddiviso in base alle caratteristiche strutturali, ad esempio dal numero di gruppi azo o idrazone.
La produzione di pigmenti azoici si basa quasi esclusivamente sull'accoppiamento azoico. La diazotizzazione di un'ammina aromatica produce un composto di diazonio, che successivamente reagisce con un componente di copulazione.
| Pigmenti azoici o idrazonici             | Pigmenti azoici o idrazonici |
| ---------------------------------------- | --- |
| Pigmenti Monoazo                         | Tutti i membri di questa famiglia di pigmenti producono colori giallo/arancio e condividono una buona resistenza alla luce, combinata con scarsa resistenza ai solventi e alla migrazione. I pigmenti gialli monoazo sono ampiamente utilizzati nelle resine, nelle vernici e in alcuni inchiostri. |
| Pigmenti Disazo                          | Il potenziale cromatico dei pigmenti disazo copre la gamma di colori dal verde intenso al rosso, passando per giallo e arancio. La maggior parte mostra una scarsa resistenza alla luce e alle intemperie; ma migliore resistenza ai solventi e una ridotta migrazione rispetto ai pigmenti monoazo. Le loro principali applicazioni sono negli inchiostri da stampa e nelle materie plastiche e, in misura minore, nei rivestimenti |
| Pigmenti β-Naftolo                       | I pigmenti β-naftolo forniscono colori nella gamma dall'arancio al rosso medio. La tipica reazione di copulazione con naftolo come componente di copulazione produce pigmenti noti come rosso toluidina e arancio dinitroanilina. Sono utilizzati nelle vernici una buona resistenza alla luce. Resistenza ai solventi stbilità alla luce sono paragonabili a quelle dei pigmenti monoazo. |
| Pigmenti Naftolo Rossi (AS)              | Il naftolo AS componente di copulazione di questi pigmenti è il prodotto di condensazione dell'acido β-idrossinaftoico e dell'anilina. Forniscono un'ampia gamma di colori dal giallastro al rosso, bordeaux, carminio, marrone e viola; la loro resistenza ai solventi è marginale. I pigmenti Naftolo AS sono utilizzati principalmente negli inchiostri da stampa e vernici. |
| Lacche azoiche (toner salificati)        | Questi pigmenti si formano facendo precipitare un composto monazo che contiene gruppi sulfo e/o carbossile. Esistono quattro gruppi di componenti di copulazione di importanza industriale: β-naftolo, acido 2-idrossi-3-naftoico, derivati del naftolo AS, derivati dell'acido naftalensolfonico. Normalmente sono sali insolubili, generalmente di bario o calcio. |
| Pigmenti Benzimidazolone                 | Sono pigmenti azoici che prendono il nome dal gruppo benzimidazolone contenuto nel componente di copulazione e che sono eccezionalmente stabili . I pigmenti della serie gialla presentano sfumature dal giallo verdastro all'arancio, quelli della serie rossa dal rosso giallastro al bordeaux. Tutti i pigmenti di questo gruppo hanno in comune la loro straordinaria resistenza alla luce e alle intemperie , che è significativamente superiore a quella dei pigmenti azoici classici. I pigmenti sono stabili alla migrazione , agli acidi , alle basi e ai solventi e sono facili da disperdere . La maggior parte dei pigmenti di questo gruppo resiste anche alle alte temperature. I benzimidazoloni sono utilizzati in pitture e vernici a emulsione , inchiostri da stampa di alta qualità, materie plastiche e pitture per artisti . A causa delle loro proprietà, i pigmenti benzimidazolonici vengono utilizzati laddove vi sono requisiti elevati, come nei rivestimenti per autoveicoli, nella verniciatura a polvere e nella verniciatura di lamiere o coil pre-verniciati . |
| Pigmenti Disazo condensati               | Sono pigmenti sviluppati per aumentare la resistenza ai solventi ed alla migrazione incrementando la massa molecolare. Schematicamente possono essere rappresentati da 2 pigmenti monoazo uniti da un ponte diamminocarbonammidico {\displaystyle {\ce {(-CONH-gruppo aromatico-HNCO-)}}}. Forniscono una varietà di sfumature che vanno dal giallo verdastro, all'arancio ,al rosso bluastro e al viola. Sono disponibili anche pigmenti marroni. I tipi commerciali mostrano una buona forza colorante. |
| Pigmenti complessi metallici azoici      | Questi pigmenti sono complessi di composti azoici con metalli di transizione. Il numero di varietà che sono state prodotte commercialmente è piccolo. Prima di complessare con ioni metallici, il colore di tali composti azoici e azometinici è relativamente brillante, ma una volta complessato con ioni metallici, il colore del pigmento complesso metallico risultante molto più scuro. I metalli di transizione utilizzati nei pigmenti esistenti sono principalmente nichel, cobalto, rame e ferro, e i loro toni cromatici sono principalmente gialli, arancioni e verdi. Sono utilizzati principalmente per vernici per auto che richiedono un'elevata resistenza alla luce e agli agenti atmosferici. |
| Pigmenti del Isoindolinone e Isoindolina | Nonostante la relativamente buona resistenza alla luce e agli agenti atmosferici, ai solventi e alla migrazione resistenza, solo pochi membri delle famiglie isoindolinone e isoindoline lo sono disponibili in commercio come pigmenti. Chimicamente classificati come azometine eterocicliche, questi pigmenti producono tonalità dal verdastro al giallo rossastro. I pigmenti di isoindolinone hanno un utilizzo nella pigmentazione delle materie plastiche e nei rivestimenti di alta qualità. Sono usati in generale e vernici industriali di alta qualità tra cui automobili originali e finiture automobilistiche, in plastica e per tintura in rotazione e nella stampa di alta qualità inchiostri, in particolare per deco metallo, fogli di plastica laminati e inchiostri da stampa per banconote e titoli finanziari. |

#### Pigmenti policiclici
La maggior parte dei pigmenti non idrazonici ha sistemi ad anelli aromatici o eterociclici condensati e sono quindi noti come pigmenti policiclici. I pigmenti policiclici possono essere identificati dal numero e dal tipo di anelli che costituiscono la struttura aromatica.
Le diverse classi di pigmenti che rientrano in questa categoria sono di scarsa importanza commerciale; solo pochi sono prodotti in grandi volumi. Le loro caratteristiche principali sono una buona resistenza alla luce e agli agenti atmosferici e resistenza alla migrazione; ma, a parte i pigmenti di ftalocianina, sono anche più costosi dei pigmenti azoici.
| Pigmenti policiclici                      | Pigmenti policiclici |
| ----------------------------------------- | --- |
| Pigmenti della ftalocianina               | Derivano dalla struttura della ftalocianina. La sua struttura base chiamata porfirina complessata con il ferro si trova nell'emoglobina, e con il magnesio, nella clorofilla. Sebbene questa molecola di base possa chelare una grande varietà dei metalli in varie condizioni di coordinamento, oggi solo i complessi con il rame sono di importanza pratica come pigmenti. Le eccellenti proprietà chimico/fisiche, combinate con un basso costo, ne fanno la frazione più grande di pigmenti organici oggi sul mercato. Il blu di ftalocianina di rame esiste in varie forme cristalline. Le varietà commerciali includono la forma α blu rossastro, la β blu verdastro e la ε blu rossastra. Tonalità da bluastre a giallastre di pigmenti verdi possono essere prodotte con l'introduzione di atomi di cloro o bromo nella molecola di ftalocianina. Sono una classe di pigmenti con molteplici utilizzi: dagli inchiostri alla tintura di tessili o pelli, dai colori per artisti ai coloranti, introducendo gruppi solubilizzanti. |
| Pigmenti del chinacridone                 | La struttura del chinacridone è un sistema lineare di cinque anelli, la tetraidrochinolina diacridone. Sebbene il peso molecolare dei pigmenti di chinacridone sia molto più piccolo dei pigmenti di ftalocianina, hanno in gran parte le stesse caratteristiche di prestazione dei pigmenti di ftalocianina. Una eccezionale resistenza alla luce e agli agenti atmosferici, ai solventi e alla migrazione la resistenza giustificano il prezzo di mercato leggermente più alto nelle applicazioni per rivestimenti industriali di qualità, come finiture automobilistiche, per materie plastiche e inchiostri speciali. I toni cromatici più comuni sono: rosso e viola. |
| Pigmenti del perilene e perinone          | I pigmenti di perilene includono la dianidride e l'acido perilene tetracarbossilico insieme a derivati della idrazina; mentre i pigmenti di perinone sono derivati da acido naftalen tetracarbossilico. I tipi disponibili in commercio forniscono una resistenza alla luce da buona a eccellente e resistenza agli agenti atmosferici; alcuni di loro, tuttavia, si scuriscono con gli agenti atmosferici. Avendo un'ottima stabilità al calore, sono adatti alla tintura in centrifuga. Sono anche usati per colorare le poliolefine che vengono lavorate ad alte temperature. L'elenco delle applicazioni include rivestimenti industriali di alta qualità, come il settore automobilistico e, in misura minore, inchiostri da stampa speciali per scopi come la decorazione di metallo e la stampa di poster. |
| Pigmenti del dichetopirrolo-pirrolo (DPP) | Il pigmento 1,4-pirrolopirrolo dione (cioè il pigmento DPP) è la classe di pigmenti più rilevante negli ultimi anni. È un nuovo tipo di pigmento organico ad alte prestazioni sviluppato da Ciba nel 1983. La difficoltà di produzione è maggiore. I pigmenti DPP s hanno un'elevata resistenza alla luce, agli agenti atmosferici e al calore, ma non sono resistenti agli alcali. Viene spesso utilizzato da solo o miscelato con altri pigmenti per preparare vernici per autoveicoli. Le varietà tipiche sono il rosso DPP Rosso 255 e 254 (Rosso Ferrari).Lo scheletro di base di questo gruppo di pigmenti di nuova concezione è costituito da due anelli a cinque membri, ciascuno dei quali contiene una porzione di carbonammide. Questi pigmenti offrono sfumature nella gamma di colori dall'arancio al rosso bluastro. I pigmenti sono utilizzati principalmente nei rivestimenti industriali di alta qualità, inclusi finiture automobilistiche e nelle plastiche.                                                           |
| Pigmenti del tioindigo                    | Questo tipo di pigmento ha un'elevata resistenza alla luce, agli agenti atmosferici e stabilità al calore. Il suo processo di produzione non è molto complicato. Lo spettro dei colori è principalmente rosso e viola e viene spesso utilizzato nelle vernici per automobili e nei prodotti in plastica di fascia alta. Poiché sono meno tossici per il corpo umano, alcuni possono essere utilizzati anche come coloranti alimentari. Il più apprezzato, tra i parenti dell'indaco, è il 4,4', 7,7'-Tetraclorotioindigo , pigmento rosso 88, con una sfumatura viola . |
| Pigmenti antrachinonici                   | I pigmenti antrachinonici sono una classe di pigmenti che contengono strutture antrachinoniche nelle loro molecole o utilizzano l'antrachinone come materiale di partenza. Sono anche la classe di composti più vecchi originariamente utilizzati come coloranti al tino. Hanno un colore molto forte e un'ampia gamma cromatica, ma il processo di produzione è così complicato che il costo di produzione è molto alto. A causa del rapporto prezzo / prestazioni, non tutti i coloranti antrachinonici possono essere utilizzati come pigmenti organici. Con l'eccezione di alcuni pigmenti come l'Indantrone Blu, i pigmenti antrachinonici possono essere suddivisi nei seguenti quattro gruppi: - Pigmenti Antrapirimidinici - Pigmenti Flavantrone - Pigmenti Pirantrone - Pigmenti Antantrone |
| Pigmenti della diossazina                 | Il precursore di questo tipo di pigmento è la trifenodiossazina, una struttura lineare a 5 anelli, che a sua volta è arancione ma non ha valore come pigmento. Il suo derivato 9,10-dicloro può essere utilizzato come pigmento viola. Il pigmento è resistente a quasi tutti i solventi organici, quindi può essere utilizzato in molti mezzi di applicazione e ha una buona solidità. La forza colorante è particolarmente elevata in quasi tutti i supporti di applicazione e solo una piccola quantità può fornire una profondità di colore soddisfacente. |
| Pigmenti del chinoftalone                 | Anche lo chinoftalone è un composto relativamente vecchio, ma non è stato usato come pigmento per molto tempo. I pigmenti del chinoftalone hanno una struttura policiclica derivata da chinaldina e anidride ftalica.Questo tipo di pigmento ha un'ottima resistenza alla luce, agli agenti atmosferici, al calore, ai solventi e alla migrazione. Il tono cromatico è principalmente giallo e il colore è molto intenso e luminoso. Viene utilizzato principalmente per modulare la colorazione delle vernici automobilistiche e dei prodotti in plastica. |

#### Altri pigmenti organici
| Pigmenti diversi dagli azoici e dai policiclici | Pigmenti diversi dagli azoici e dai policiclici |
| ----------------------------------------------- | --- |
| Pigmenti del triarilcarbonio                    | La struttura composta da tre anelli aromatici legati tra loro da un carbonio terziario è chiamata triarilmetano. Per essere precisi, il triarilmetano quando è utilizzato come pigmento è in realtà un composto cationico e almeno due dei tre anelli aromatici portano gruppi amminici (o gruppi amminici sostituiti). Esistono due gruppi di pigmenti del triarilcarbonio: sali di acidi trifenilmetansolfonici e sali complessi con eteropoliacidi contenenti fosforo, tungsteno, molibdeno, silicio o ferro. Il primo gruppo è caratterizzato da scarsa resistenza alla luce e ai solventi. Il secondo gruppo comprende i sali complessi dei pigmenti di base che sono comune nell'industria dei colore, come il Verde Malachite o il Blu Victoria con alcuni eteropoliacidi.Si tratta normalmente di pigmenti inorganici complessi con coloranti cationici, principalmente con cationi triarilcarbonio. Nonostante gli svantaggi della relativamente scarsa resistenza ai solventi e alla luce, questi pigmenti sono utilizzati per la loro eccellente brillantezza dei colori e chiarezza di tonalità, proprietà in cui superano qualsiasi degli altri pigmenti organici o inorganici noti. Lo spettro dei colori va dal blu al verde e sono utilizzati principalmente per gli inchiostri da stampa. |
| Pigmenti complessi metallici non azoici         | La maggior parte di questi pigmenti complessi metallici contiene un azo-metino (-CH=N-) o un gruppo azepinico . Il metallo è solitamente nichel o rame e meno comunemente cobalto o ferro. La maggior parte di questi sono molto resistenti alla luce e alle intemperie. I pigmenti complessi azometinici o azepinici commerciali offrono diversi colori:il giallo, l'arancio o il rosso. Quelle specie con maggior resistenza alla luce e alle intemperie sono utilizzate nelle finiture automobilistiche e altri rivestimenti industriali. |